# Gaza
Gaza (arabsky غزة‎ Ġazzah; hebrejsky עזה‎ Aza) je palestinské město v Pásmu Gazy které má 590 000 obyvatel (k roku 2017) a je tak největším městem Státu Palestina. Gaza je osídlena přinejmenším od 15. století př. n. l. a v průběhu své historie byla ovládána několika různými národy a říšemi.
Pelištejci ji učinili součástí svého pětiměstí poté, co ji téměř 350 let ovládali starověcí Egypťané. Za vlády Římské říše zažila Gaza relativní mír a její přístav vzkvétal. V roce 635 n. l. se stala prvním městem v Palestině, které dobyla muslimská Rašídská armáda, a rychle se rozvinula v centrum islámského práva. Avšak v době, kdy do země od roku 1099 vtrhli křižáci, už byla Gaza v troskách. V pozdějších staletích zažila Gaza několik útrap - od mongolských nájezdů až po záplavy a kobylky - a do 16. století, kdy byla začleněna do Osmanské říše, se z ní stala pouhá vesnice. V první polovině osmanské nadvlády ovládala Gazu dynastie Ridvánů, za níž město prožívalo období velkého obchodu a míru. Městská rada v Gaze byla založena v roce 1893.
Během první světové války připadla Gaza britským vojskům a stala se součástí Britského mandátu Palestina. V důsledku arabsko-izraelské války v roce 1948 spravoval nově vzniklé území pásma Gazy Egypt a město bylo několikrát zvelebeno. V šestidenní válce v roce 1967 byla Gaza dobyta Izraelem, nicméně v roce 1993 bylo město převedeno pod nově vytvořenou Palestinskou samosprávu. V měsících následujících po volbách v roce 2006 vypukl ozbrojený konflikt mezi palestinskými politickými frakcemi Fatah a Hamás, v jehož důsledku se moci v Gaze ujala druhá z nich. Egypt a Izrael následně uvalily na pásmo Gazy blokádu. V červnu 2010 Izrael blokádu uvolnil a povolil dovoz spotřebního zboží a v roce 2011 Egypt znovu otevřel hraniční přechod Rafah pro pěší.
Hlavními hospodářskými aktivitami v Gaze jsou drobný průmysl a zemědělství. Blokáda a opakující se konflikty však vyvíjejí na hospodářství silný tlak. Většina obyvatel Gazy jsou muslimové, i když zde žije i nepatrná křesťanská menšina. Gaza má velmi mladé obyvatelstvo, zhruba 75 % z nich je mladších 25 let. Město spravuje čtrnáctičlenná městská rada.

## Etymologie
Zastarale se Gaza česky nazývá Gáza nebo také Ghaza.
České přídavné jméno od názvu Gaza je gazský, občas se však používají i adjektiva gázský, gazanský nebo gazejský. Obyvatel Gazy se nazývá Gazan.

## Historie

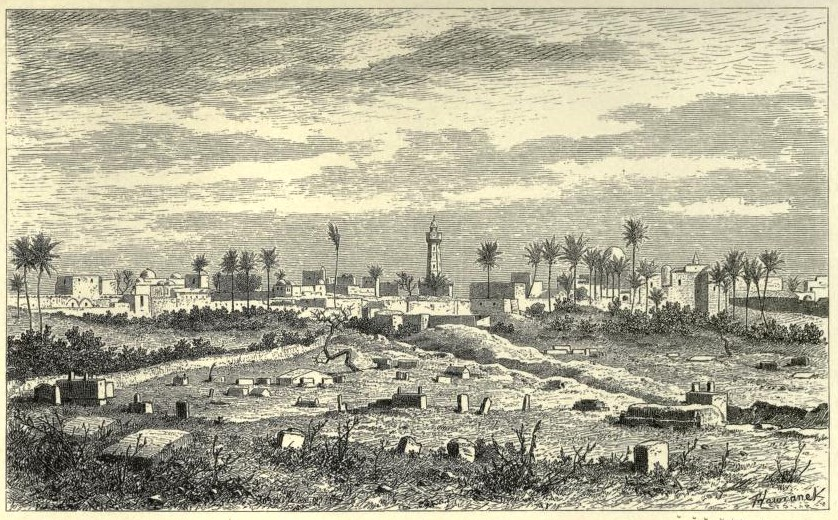
Panorama města Gazy, Bedřich Havránek, dřevořez z cestopisu Ludvíka Salvátora, vydaného v Praze 1879

Gaza je velmi staré město, obývané nejméně 5000 let. První zmínku o něm máme z korespondence faraona Thutmose III. (El-amarnské dopisy) z 15. století př. n. l. Gaza zůstala v egyptské moci po 350 let, než byla dobyta Pelištejci, mořským národem známými z Bible jako Filištíni, a stala se součástí jejich pětiměstí. Následně byla Gaza dobyta Izraelity, Asyřany, Egypťany a pod Perskou říší dosáhla značné prosperity. Poté se však vzepřela Alexandru Velikému, který ji obléhal po pět měsíců a nakonec obyvatele pozabíjel nebo prodal do otroctví. Alexandr město osídlil místními beduíny a přeměnil ho na polis, která se posléze stala centrem helénistické učenosti a filozofie. Gaza pak byla součástí Seleukovské říše, Hasmoneovského království, Římské říše, Východořímské říše, až byla roku 635 dobyta muslimskými vojsky. Pokřesťanštění města koncem 4. století je spojeno s (možná legendární) postavou biskupa sv. Porfyria z Gazy, jemuž je zasvěcen místní pravoslavný kostel, jeden z nejstarších stále užívaných kostelů světa. 

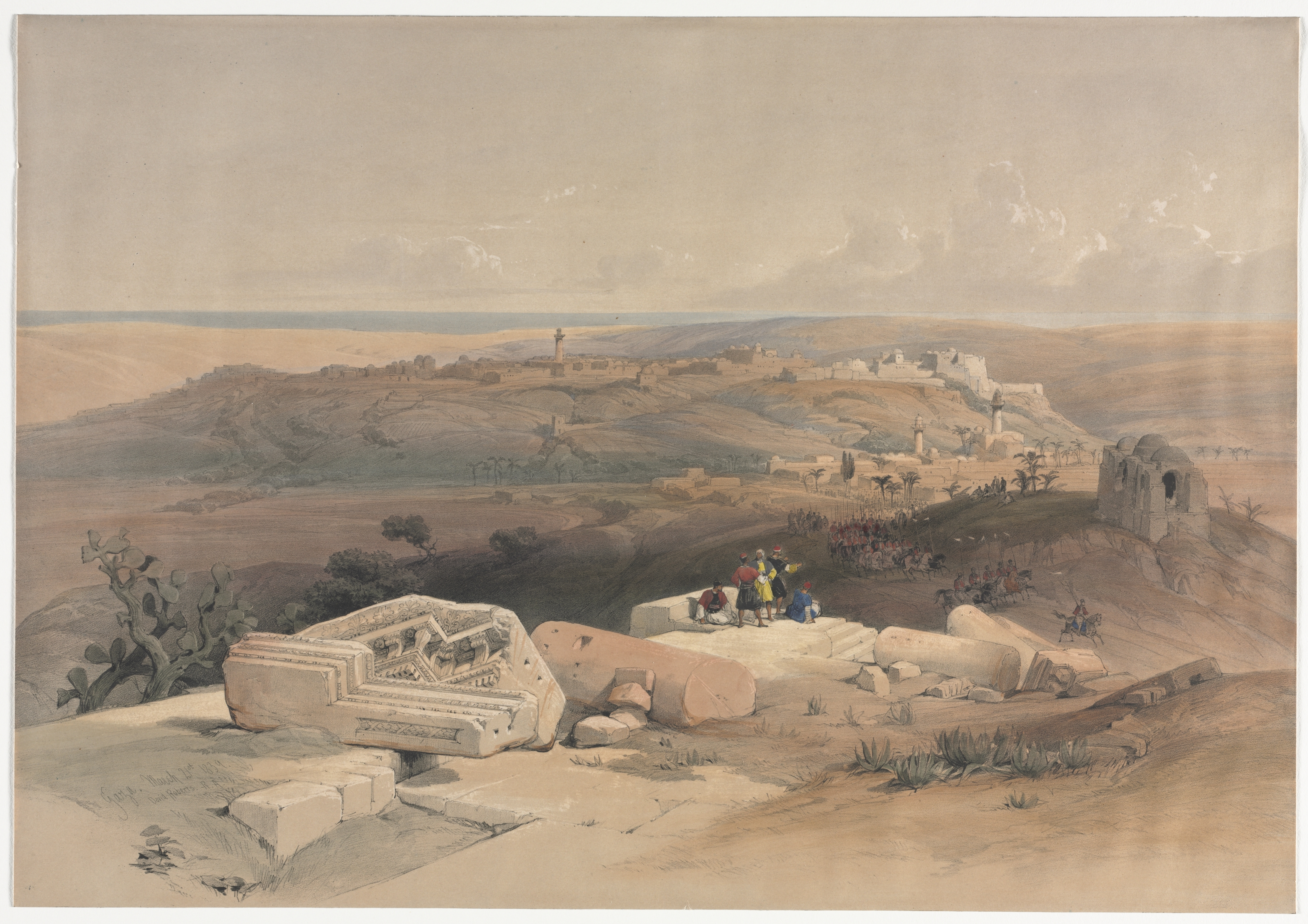
Pohled na Gazu v roce 1839 od malíře Davida Robertse

Roku 1100 Gazu dobyli křižáci zpod vlády Fátimovců. Balduin III. ve městě postavil hrad, ovšem roku 1187 již město dobyla Saladinova vojska a zničila jeho hradby. Richard Lví srdce město znovu opevnil, ale roku 1193 ho předal Saladinovi v rámci smlouvy z Ramly. Roku 1260 město vyplenili Mongolové pod vedením chána Hülegüho, bylo to nejjižnější Mongoly dobyté území. Posléze se stalo částí Mamlúckého sultanátu. Roku 1348 na město udeřil mor, roku 1352 ho postihly ničivé záplavy způsobené silnými dešti. V roce 1516 se stala Gaza součástí Osmanské říše. V 19. století ji postihl úpadek.
Britové získali kontrolu nad městem v roce 1917 po porážce Osmanské říše v první světové válce, posléze bylo začleněno do britského Mandátu Palestina. Ve 30. a 40. letech procházelo město obdobím růstu. Podle Plánu OSN na rozdělení Palestiny měla Gaza patřit do arabské části, ale došlo k válečnému konfliktu a po první arabsko-izraelské válce v letech 1948–1949 přešlo město a celé Pásmo Gazy pod egyptskou vojenskou správu. Město bylo ovládáno Egyptem až do roku 1967. Jedinou výjimkou bylo období suezské krize (1956–1957), kdy bylo město okupováno Izraelem. Roku 1967 bylo město během šestidenní války opět dobyto Izraelem.
Po podpisu smlouvy mezi Izraelem a Organizací pro osvobození Palestiny v roce 1993 došlo k odchodu izraelské armády z celého Pásma Gazy a vyhlášení palestinské samosprávy. Od roku 2000 začala druhá intifáda a do současnosti město i pásmo kolem něj se stalo jak jedním z ohnisek palestinského teroru (např. vystřelováním raket na okolní izraelská sídla) tak terčem mnoha izraelských odvetných útoků s nasazením jak pozemního vojska, tak těžké vojenské techniky a bílého fosforu, který je někdy klasifikován jako chemická zbraň hromadného ničení. Od roku 2007 Izrael na Gazu a přilehlé pásmo uvalil blokádu. Omezen je pohyb osob, materiálu pro obnovu infrastruktury, investic, zboží i věcí jako potraviny; omezení se vztahuje i na Izraelem neschválenou humanitární pomoc; proti pokusům o narušení blokády Izrael opakovaně zasáhl. Podle zprávy Konference OSN o obchodu a rozvoji, výboru pro obchod a rozvoj, „by se Gaza v důsledku současného nepříznivého vývoje mohla do roku 2020 stát neobyvatelnou.“
Po vypuknutí války Izraele s Hamásem v roce 2023 byla velká část Gazy zničená izraelskou armádou a většina obyvatel opustila město. V srpnu 2025 rozhodla izraelská vláda, že bude usilovat o obsazení města.

## Obyvatelstvo

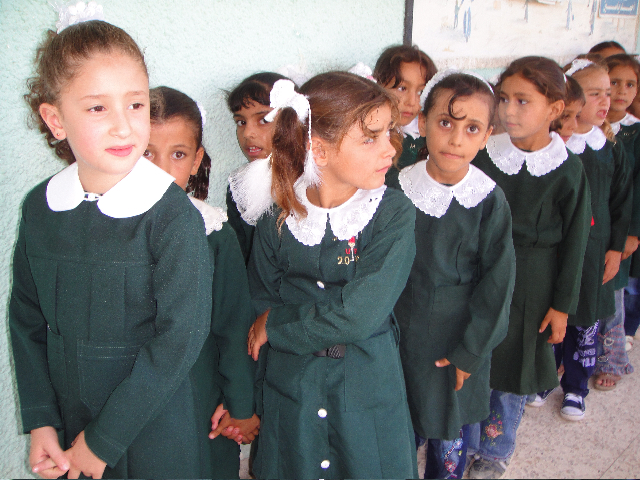
Palestinské školačky

Gaza měla v roce 2017 asi 590 000 obyvatel, což představovalo nárůst z 32 250 obyvatel v roce 1945. Všichni obyvatelé jsou Arabové a většina jich jsou palestinští uprchlíci z Izraele nebo jejich potomci. Téměř všichni obyvatelé jsou muslimové, ale existuje tu velmi malá křesťanská menšina.

## Vzdělání
Podle PCBS byla v roce 1997 populace Gazy nad 10 let z 90 % vzdělána. Ve školách bylo zapsáno 140 848 lidí (39,8 % na základních školách, 33,8 % na středních školách a 26,4 % na vysokých školách). Přibližně 11 134 lidí získalo bakalářské tituly nebo i vyšší diplomy.
V roce 1991 byla v Gaze založena univerzita Al-Azhar (Al-Azhar University Gaza).
V roce 2006 bylo v Gaze 210 škol; 151 bylo zřízeno palestinským ministerstvem školství, 46 jich zřídila OSN a zbylé školy byly soukromé. Ve školství bylo zaměstnáno 5 877 učitelů.

## Partnerská města
- Dunkerk, Francie
- Turín, Itálie
- Barcelona, Španělsko
- Tel Aviv, Izrael
- Tromsø, Norsko
- Tabríz, Írán
- Moyle, Velká Británie
- Camden, USA

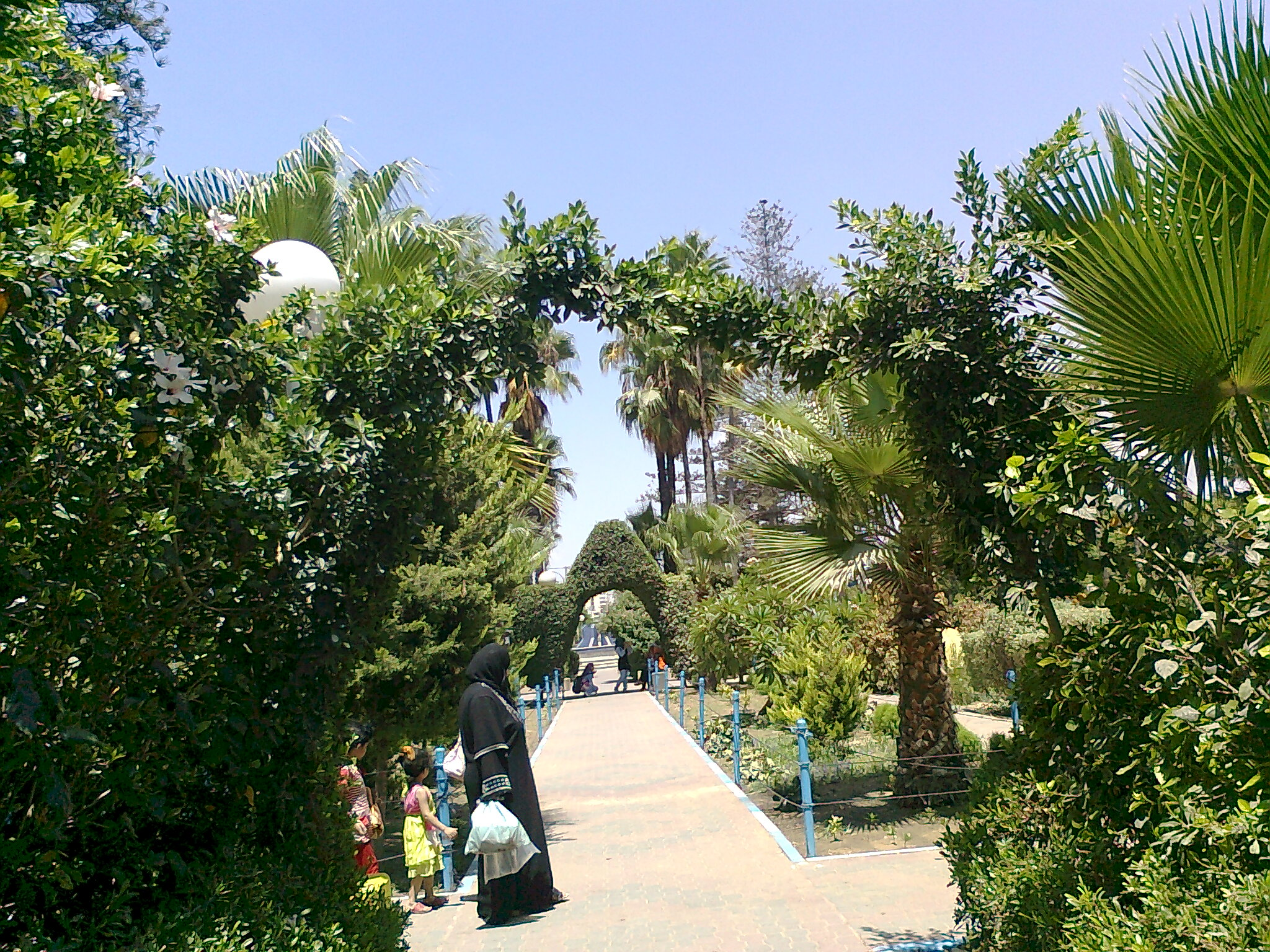
Park v Gaze
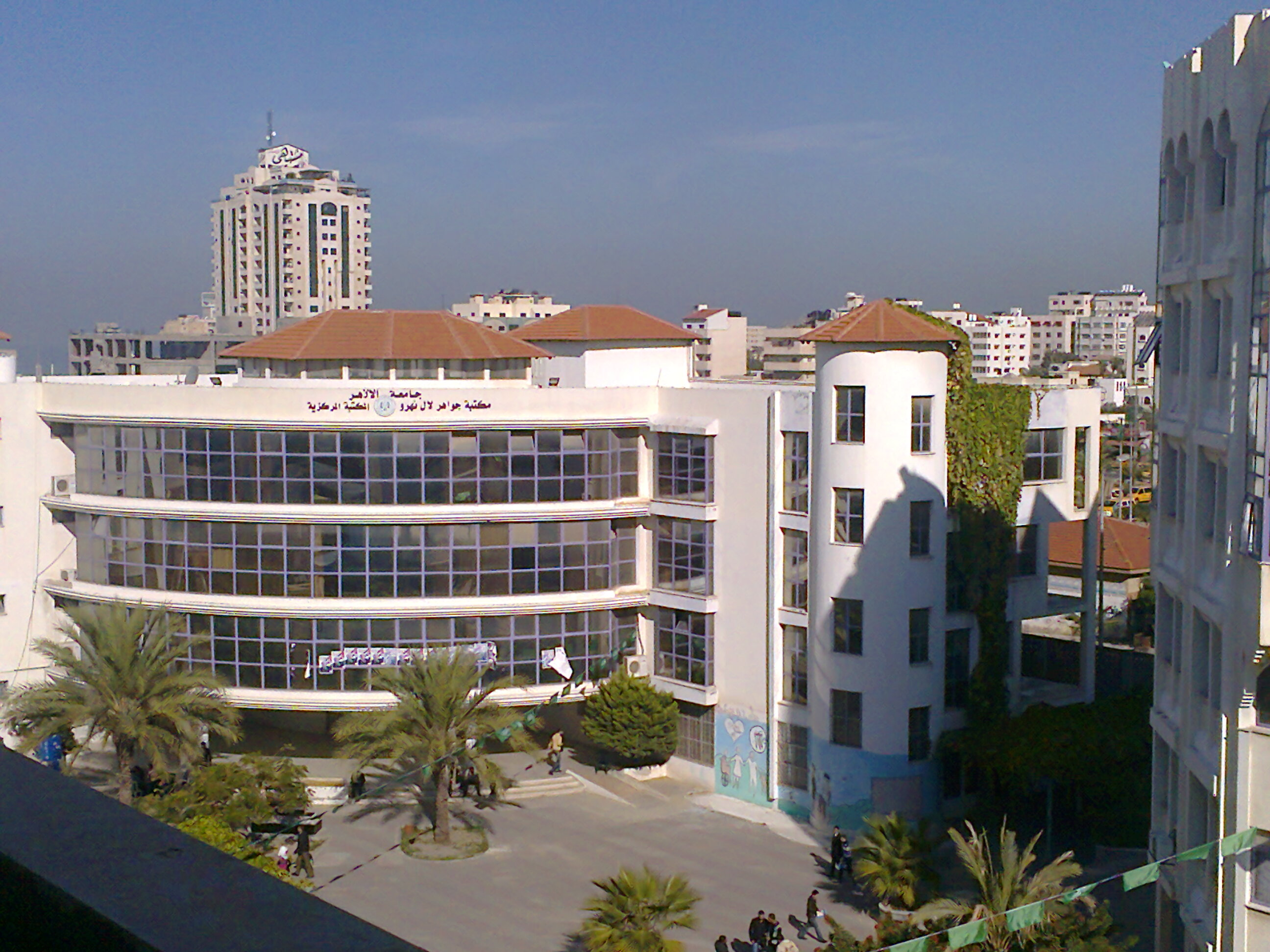
Knihovna a kulturní centrum univerzity Al-Azhar
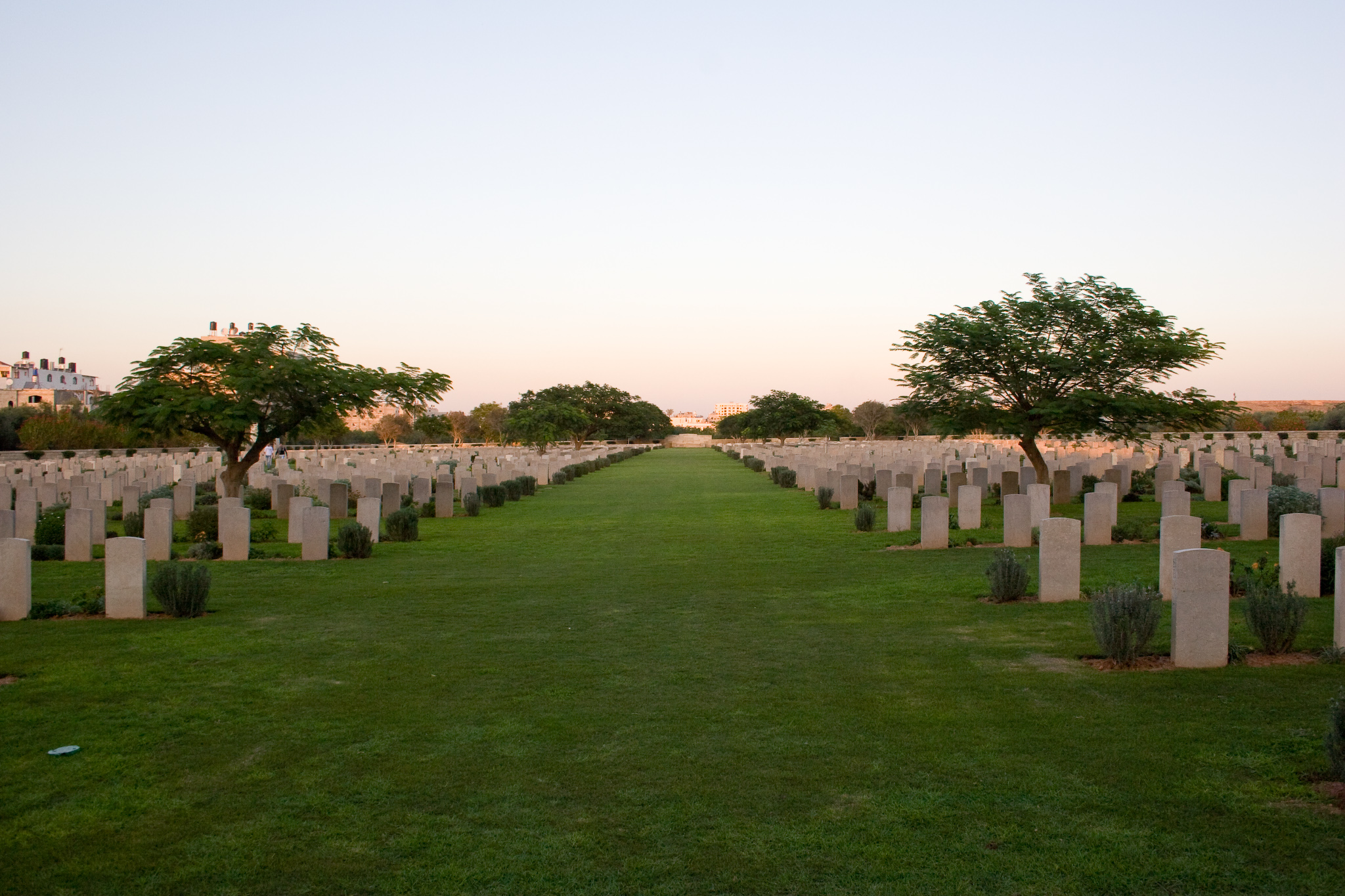
Hřbitov obětí 1. světové války
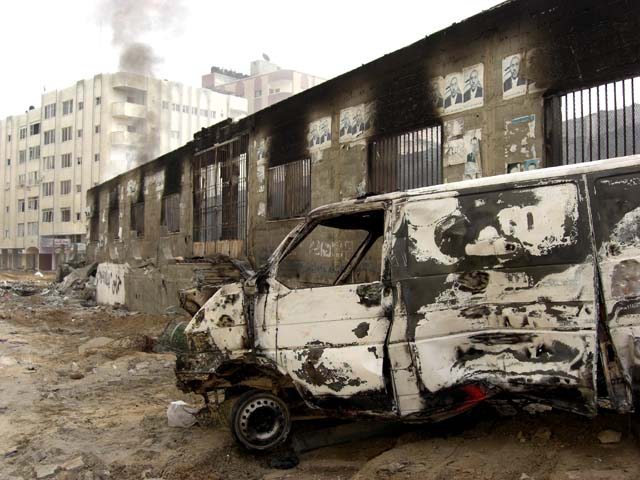
Nemocnice po izraelském bombardování v lednu 2009
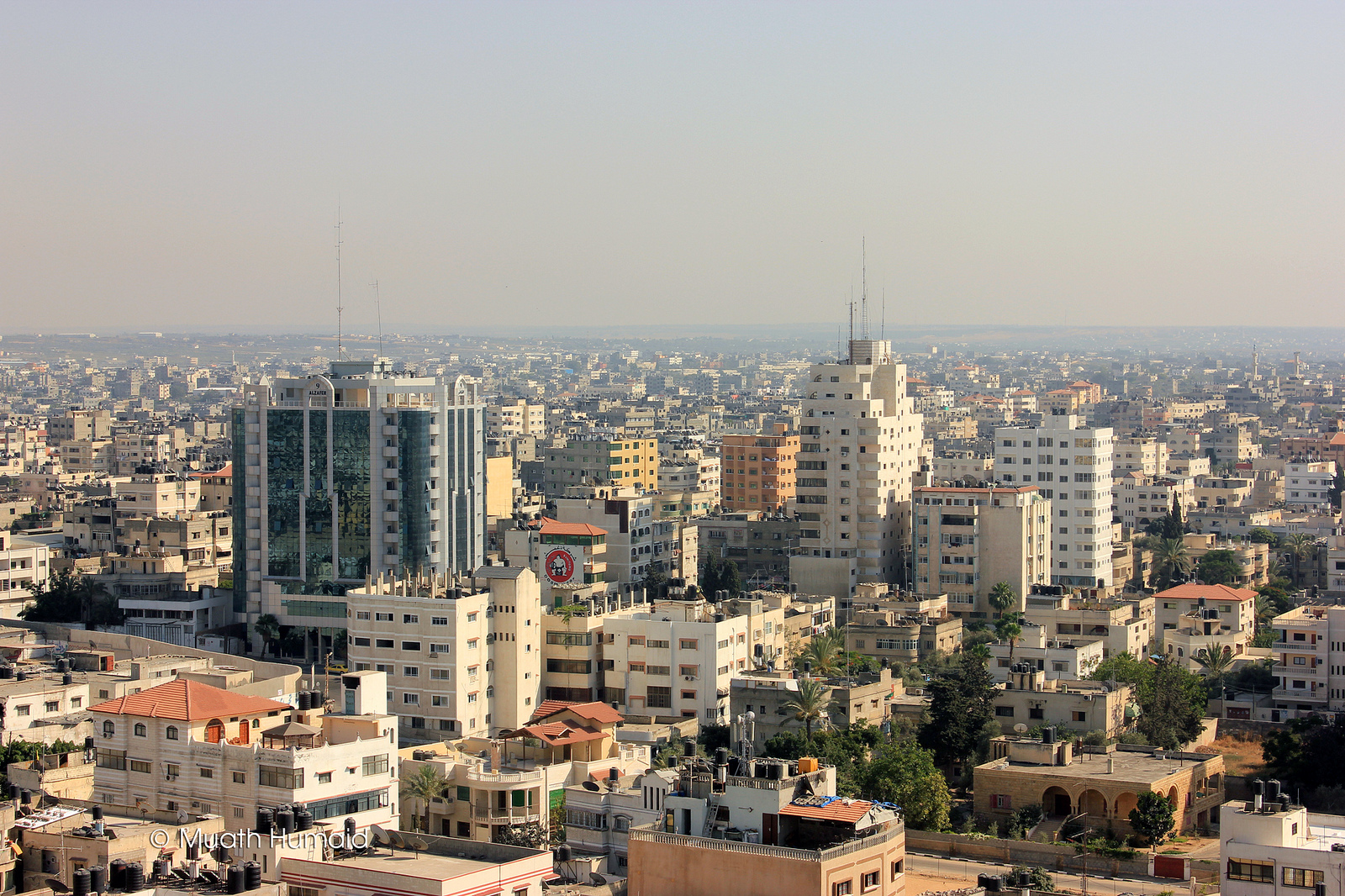
Výhled na Gazu
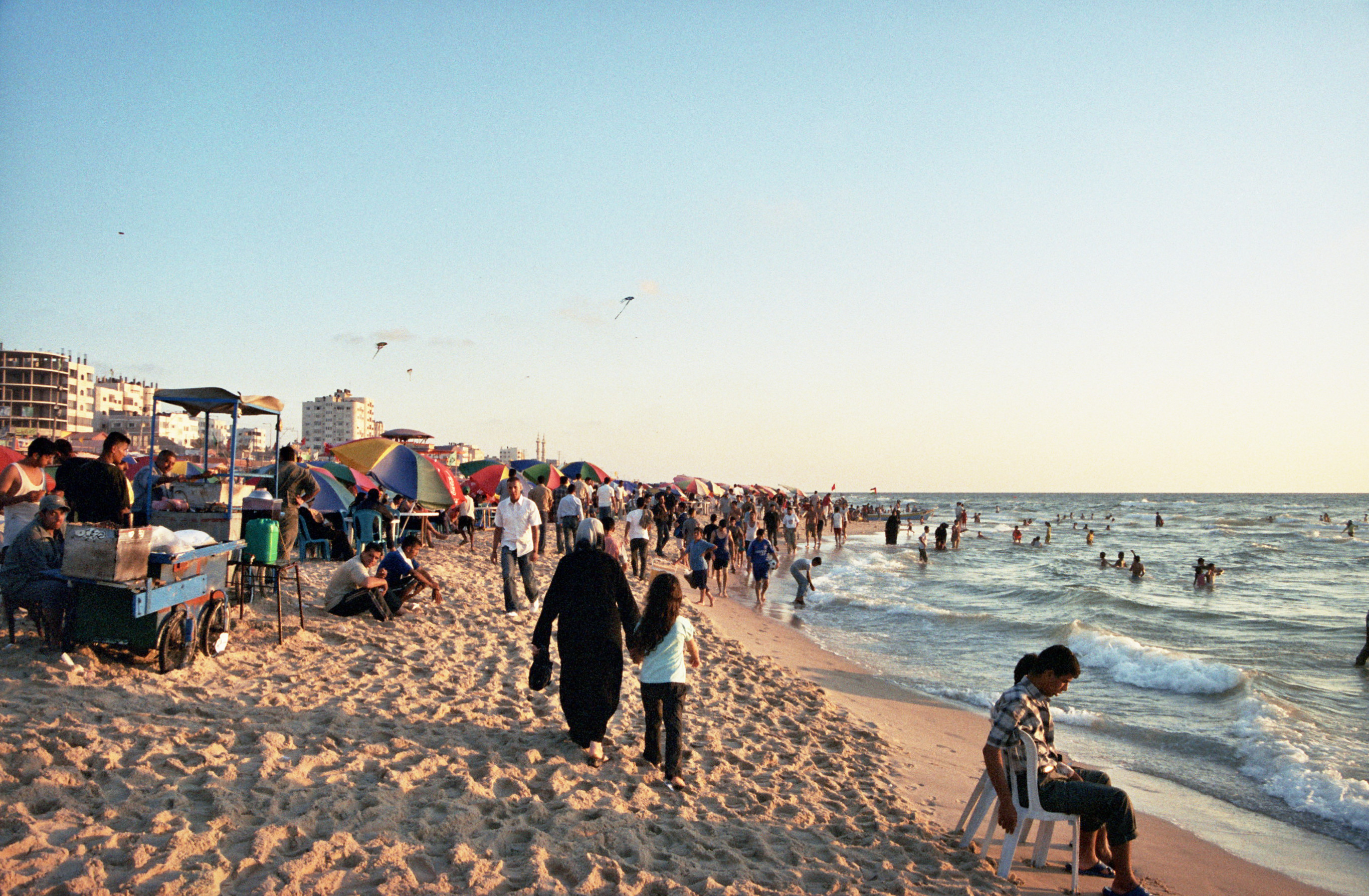
Pláž v Gaze
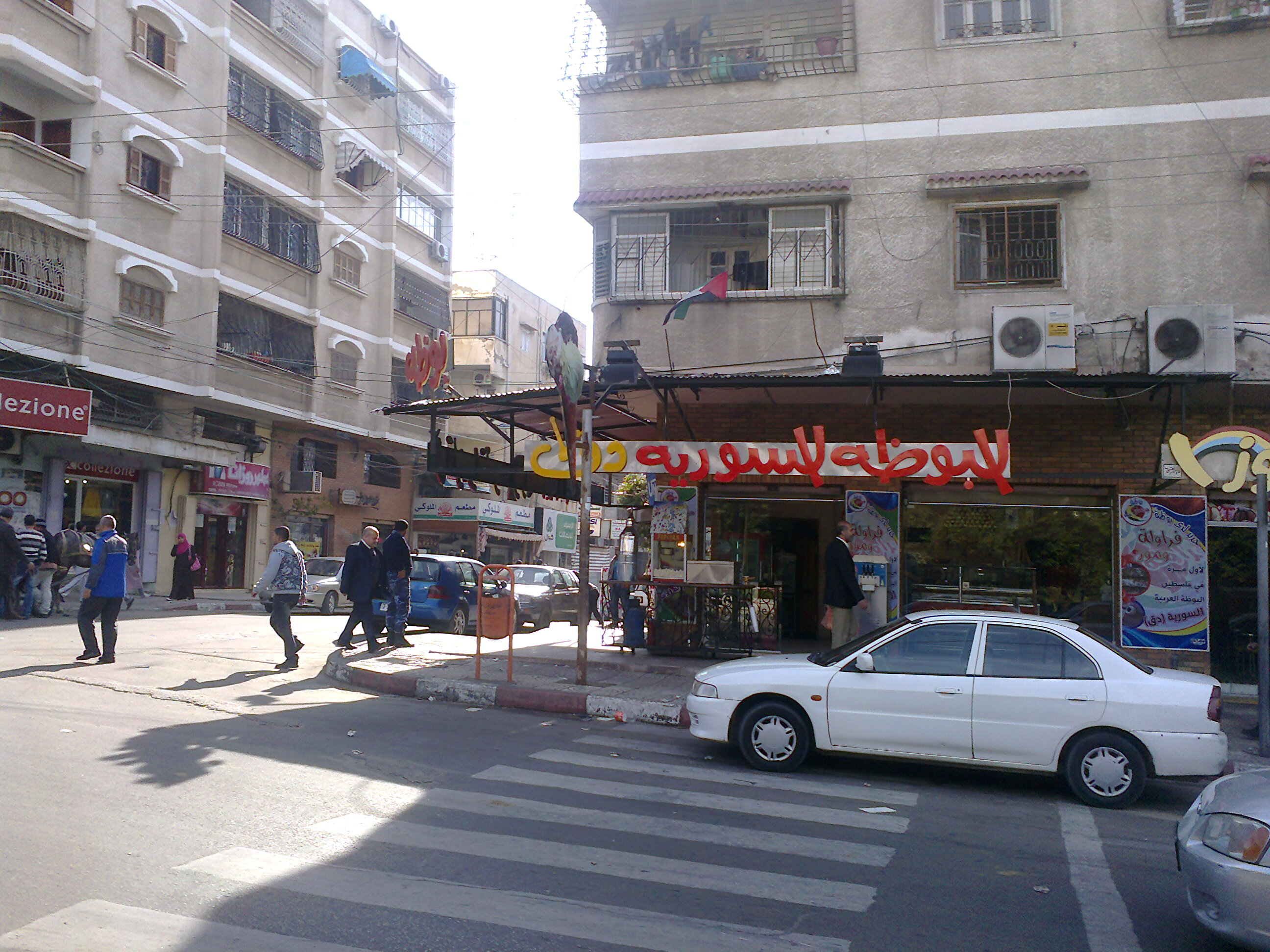
Ulice Gazy v roce 2012
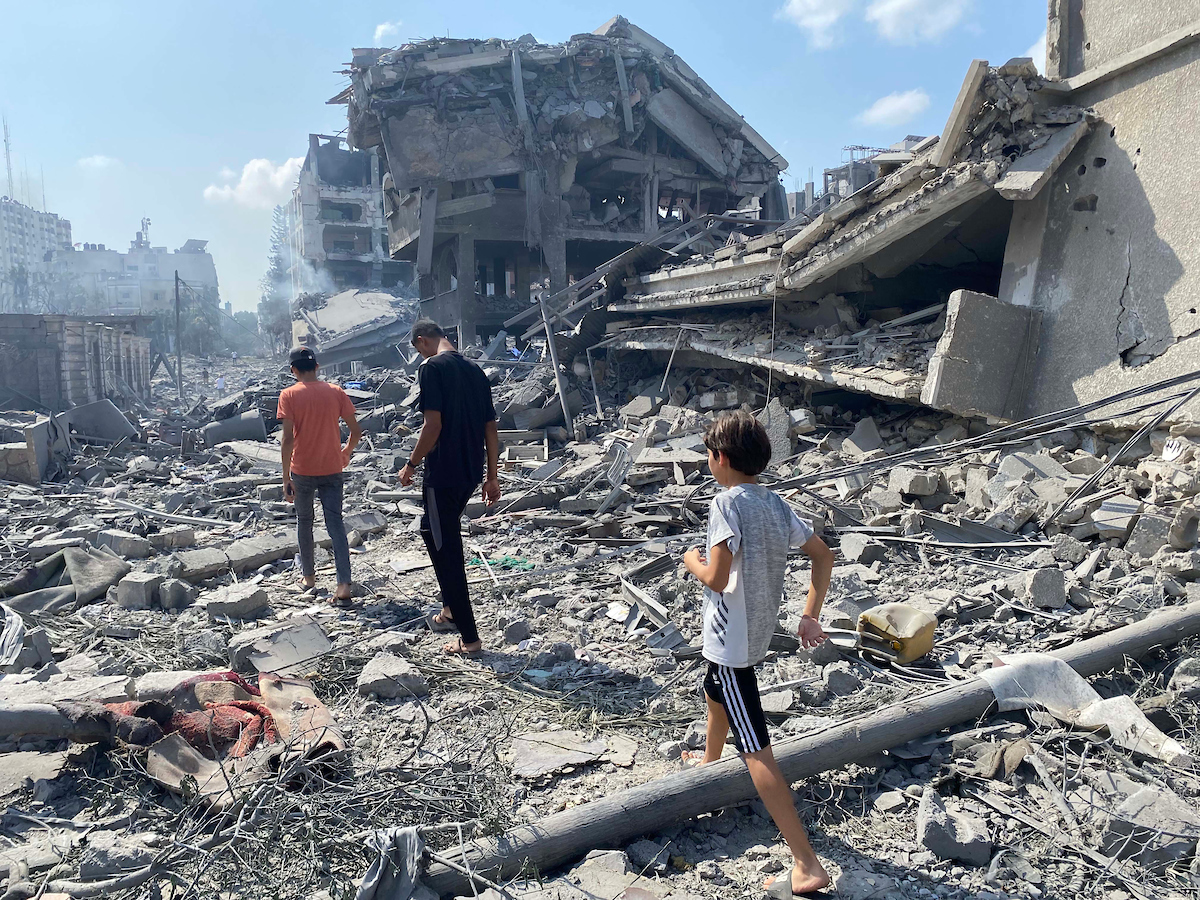
Budovy v Gaze zničené při izraelském bombardování v říjnu 2023